# Brakel (Zaltbommel)

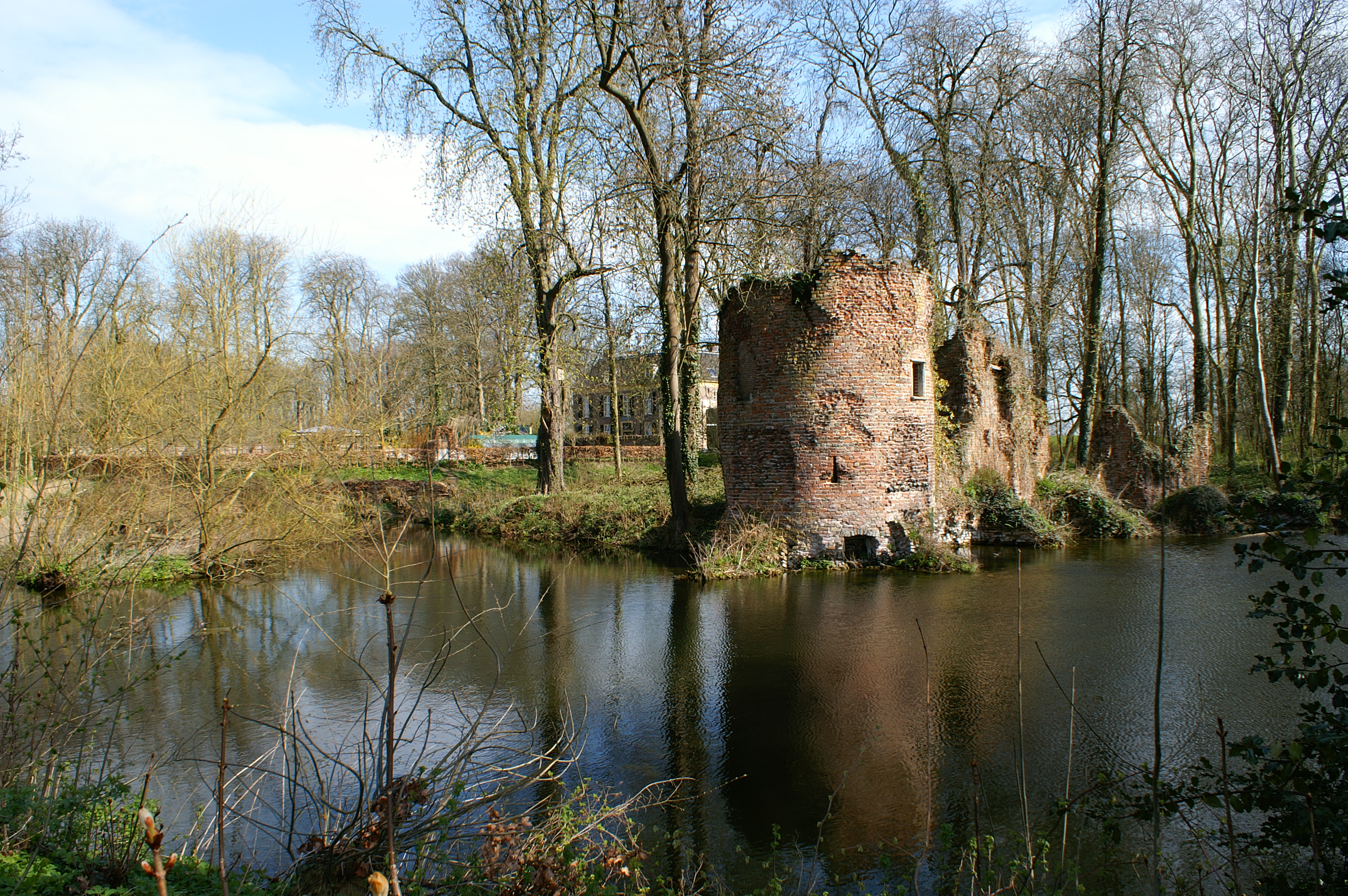
Le rovine del castello di Brakel

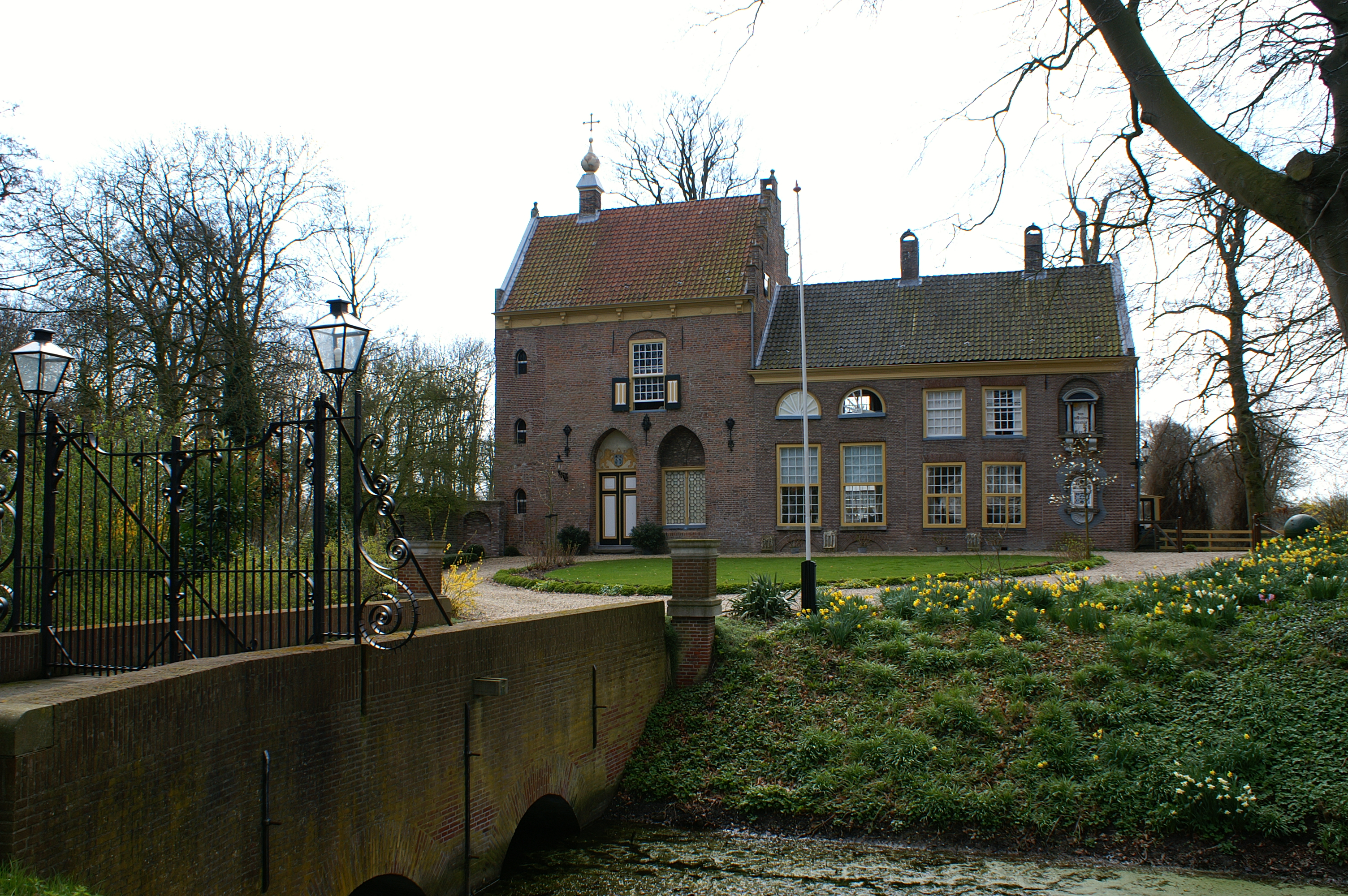
Brakel: Het Spijker

Brakel  è una località di circa 3.000 abitanti del centro-sud dei Paesi Bassi, facente parte della provincia della Gheldria e situata nella regione di Bommelerwaard e lungo il corso del fiume Waal. Dal punto di vista amministrativo, si tratta di un ex-comune, dal 1999 accorpato alla municipalità di Zaltbommel.

## Geografia fisica
Brakel si trova nell'estremità sud-occidentale della provincia della Gheldria, al confine con le province dell'Olanda Meridionale e del Brabante Settentrionale e tra le località di Asperen e Zaltbommel (rispettivamente a sud della prima e ad ovest della seconda), a circa 15 km a nord-ovest di Ammerzoden.

## Origini del nome
Il toponimo Brakel significa letteralmente "bosco di felci", essendo formato dai termini brako, che significa "felci", e loo, che significa "bosco".

## Storia

### Dalla fondazione ai giorni nostri
La località è menzionata per la prima volta nell'870 come Brakelo.
In quell'anno, Baldovino II costruì un castello in loco.
Nel XIII secolo, invece, è menzionata una fortezza, in cui viveva il cavaliere Eustachio.
Nella prima metà del XV secolo, la signoria di Brakel era governata dal casato Van Brakel.

### Simboli
Nello stemma di Brakel sono raffigurati due pesci su sfondo rosso e si blasona: di rosso seminato di crocette ricrociate col piede aguzzo d'oro a due pesci al naturale addossati in palo attraversanti sul tutto.

## Monumenti e luoghi d'interesse
Brakel conta 15 edifici classificati come rijksmonumenten.
- Tra gli edifici principali della cittadina, figurano le rovine del castello di Brakel, menzionato per la prima volta nella metà del XIII secolo.[6]

- Huis Brakel, fatta costruire nel 1768 dal signore di Brakel.[1]

- Altro edificio storico di Brakel è Het Spijker, risalente al 1318.[7]

## Società

### Evoluzione demografica
Al censimento del 1º gennaio 2013, Brakel contava una popolazione pari a 3.041 abitanti.